# Leo Scheere
Leo Raoul Emiel Juliaan Scheere (Oudenaarde, 15 augustus 1895 – Deurne, 12 april 1963) was een Belgisch politicus voor achtereenvolgens de KCVV /  KVV, het Vlaamsche Front en de CVP.

## Levensloop
Scheere had in 1914 pas de humaniora beëindigd in het Onze-Lieve-Vrouwecollege in Oudenaarde, toen hij zich als oorlogsvrijwilliger aanmeldde. Hij hernam zijn studies na de oorlog, promoveerde in 1921 tot doctor in de rechten aan de Katholieke Universiteit Leuven en vestigde zich in 1922 als advocaat in Antwerpen. Ook gaf hij les aan verschillende Antwerpse scholen, zoals de stedelijke nijverheidsschool.
In 1925 stichtte hij de Katholiek-Christelijke Volkspartij voor Vlaanderen, waar hij arrondissementeel voorzitter van werd. De partij nam in 1925 en 1929 deel aan de wetgevende verkiezingen, zonder verkozenen te hebben. Ze vormde zich in 1929 om tot Kristene Vlaamsche Volkspartij, waarvan Scheere voorzitter bleef. In 1932 stond hij op de verkiezingslijst van het Vlaamsche Front.
Hij werd in 1938 gemeenteraadslid in Deurne, verkozen als lijsttrekker van de lokale lijst Volksblok, bestaande uit katholieken, VNV'ers en Rexisten. Hij bleef gemeenteraadslid tot in 1952. Hij werd stilaan actief binnen de Katholieke Partij en voornamelijk binnen het ACW, waar hij lid van het hoofdbestuur werd.
In 1937 werkte hij mee aan de reorganisatie van de Bond der Kroostrijke Gezinnen. In 1938 werd hij secretaris van het Vlaams Verbond van grote en jonge gezinnen en van 1942 tot 1959 was hij er voorzitter van. In 1947 werd hij lid van de Hoge Raad voor het Gezin.
Hij was van 1946 tot 1954 voor de CVP lid van de Kamer van volksvertegenwoordigers voor het arrondissement Antwerpen.